# Бийе
Бийе́ (фр. Billey) — коммуна во Франции, находится в регионе Бургундия. Департамент коммуны — Кот-д’Ор. Входит в состав кантона Осон. Округ коммуны — Дижон.
Код INSEE коммуны — 21074.

## Население
Население коммуны на 2010 год составляло 226 человек.
| 1962 | 1968 | 1982 | 1990 | 1999 | 2010 |
| ---- | ---- | ---- | ---- | ---- | ---- |
| 162  | 123  | 157  | 232  | 205  | 226  |

## Экономика
В 2010 году среди 145 человек трудоспособного возраста (15—64 лет) 108 были экономически активными, 37 — неактивными (показатель активности — 74,5 %, в 1999 году было 65,7 %). Из 108 активных жителей работали 99 человек (50 мужчин и 49 женщин), безработных было 9 (4 мужчины и 5 женщин). Среди 37 неактивных 6 человек были учениками или студентами, 23 — пенсионерами, 8 были неактивными по другим причинам.